# Chiese di Torregrotta
Le chiese di Torregrotta sono gli edifici di culto cristiani situati nella città di Torregrotta. Le chiese fanno tutte parte dell'arcidiocesi di Messina-Lipari-Santa Lucia del Mela e osservano il rito cattolico romano.
La storia degli edifici religiosi torresi affonda le sue radici nel medioevo con i resti di una chiesa del trecento e i ruderi della chiesa di San Cristoforo. Nel corso dei secoli seguenti, le fonti storiche hanno provato l'esistenza di ulteriori edifici religiosi in seguito scomparsi, tra i quali figurano una chiesa dedicata a Maria Maddalena e l’antica chiesa di San Paolino, già chiesa di Maria SS. della Pietà.
Nel corso del Novecento, per fare fronte alle crescenti esigenze della popolazione, sono state erette nella città quattro chiese tra cui le due chiese parrocchiali dedicate a San Paolino Vescovo e a Santa Maria della Scala.

## Chiese esistenti

### Chiesa di San Paolino Vescovo

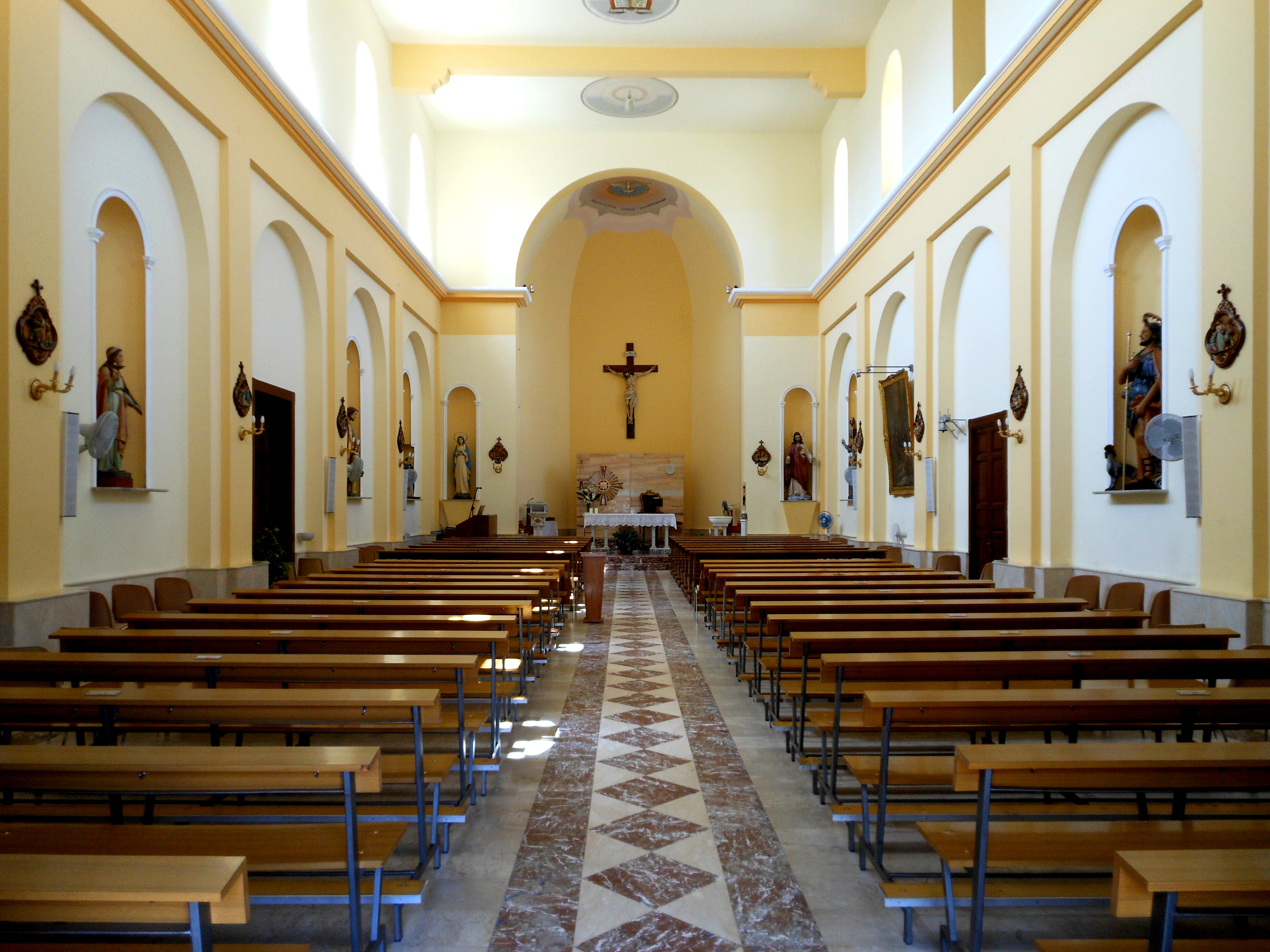
L'interno della chiesa di San Paolino

La chiesa dedicata al santo patrono di Torregrotta è situata nel centro storico, in via Mezzasalma. Fu realizzata in sostituzione dell’antica chiesa che si trovava all’angolo tra via XXI Ottobre e via dei Mille. L’inaugurazione avvenne in piena guerra, il 29 giugno 1943. 
Una prima trasformazione dell'edificio risale agli anni settanta, quando la chiesa fu privata degli altari laterali in marmo e subì la sostanziale modifica dell’altare principale. Mentre nel 2010 fu ristrutturata la facciata con la collocazione di una vetrata raffigurante San Paolino.
La chiesa si presenta a navata unica. Nella parete di fondo, sopra l’altare, è collocato un grande crocifisso mentre nelle pareti laterali vi sono 9 statue di altrettanti Santi. Nella parete di destra è inoltre conservata la tela Deposizione di Cristo dalla Croce, dipinta nel 1671 da Francesco Iaconissa, che originariamente adornava l'altare dell'antica chiesa. Da quest'ultimo edificio, ormai demolito, proviene anche una campana del 1886 ancora funzionante.

### Chiesa di Santa Maria della Scala
La chiesa di Santa Maria della Scala sorge nell’omonima piazza di Torregrotta ed è erede del plurisecolare culto torrese per la Vergine della Scala, il cui antico tempio religioso si suppone dovesse trovarsi nel centro storico.
Nel 1965 venne costituita la parrocchia di Santa Maria della Scala e oltre dieci anni più tardi, il 10 aprile 1976, fu aperto al culto l’edificio religioso con la celebrazione della prima messa. Il 10 ottobre successivo ebbe luogo l'intitolazione.
La chiesa è costruita prevalentemente in cemento armato e mattoni a vista. Si presenta a navata unica con una piccola cappella laterale nella parete di destra. Un piccolo altare dedicato alla Vergine della Scala che si apre nella parete di fondo e colpisce immediatamente l'occhio dell'osservatore. L’altare principale è costruito dalla macina di un antico mulino mentre al di sopra di esso è collocato un grande crocifisso. 

### Chiesa del Santissimo Crocifisso

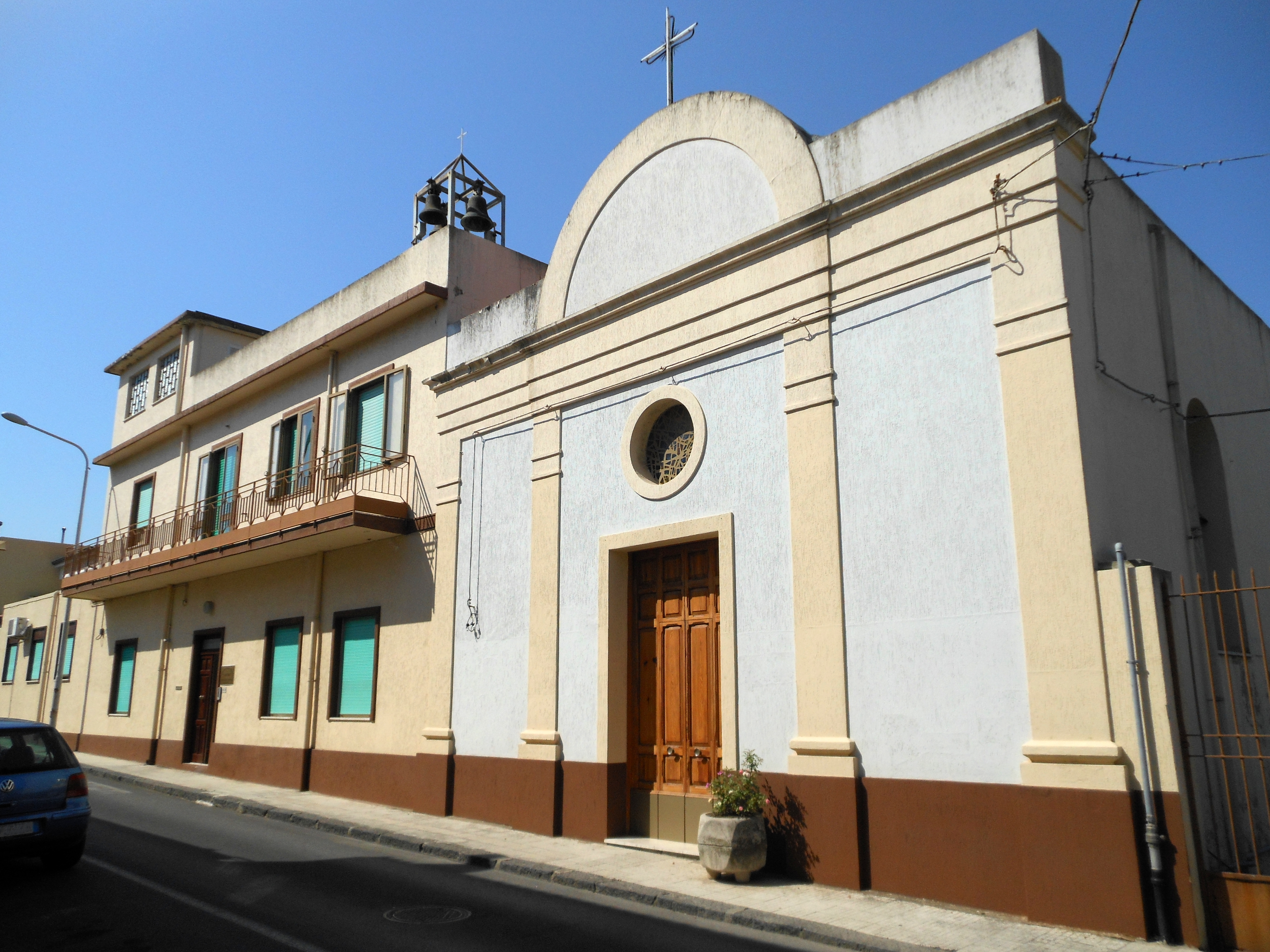
La chiesa del SS. Crocifisso e l'ex istituto Figlie del Divino Zelo

La storia della chiesa del Santissimo Crocifisso ebbe inizio nel 1924, quando la famiglia di Carmela Calderone, fervente cattolica, donò alla congregazione delle Figlie del Divino Zelo alcuni locali e un appezzamento di terreno lungo via XXI ottobre da destinare alla realizzazione di una comunità religiosa con annessa chiesa che, per volere della stessa Calderone, fu dedicata al SS. Crocifisso. L’inaugurazione avvenne il 22 gennaio 1925, data ricordata per il miracolo delle rose allorché un cespuglio fiorì in pieno inverno consentendo di adornare l’altare.
Fu questo il luogo in cui vennero ospitate le celebrazioni fino al 1943, quando fu completata la costruzione della nuova chiesa di San Paolino. Inoltre, negli anni settanta, la chiesa fu oggetto di un sostanziale riammodernamento consistito nella sostituzione del tetto in legno con un solaio in cemento armato e nell’ampliamento attraverso l’aggiunta di una nuova struttura e l’eliminazione degli altari laterali. 
A causa della crisi delle vocazioni, nel 2015 furono chiuse l’adiacente opera religiosa e la scuola dell'infanzia annessa ai locali dell'istituto.
L'edificio si presenta a campata unica con tetto a falda. Conserva all'interno quattro statue lignee tra le quali quella della Madonna del Tindari del 1925.

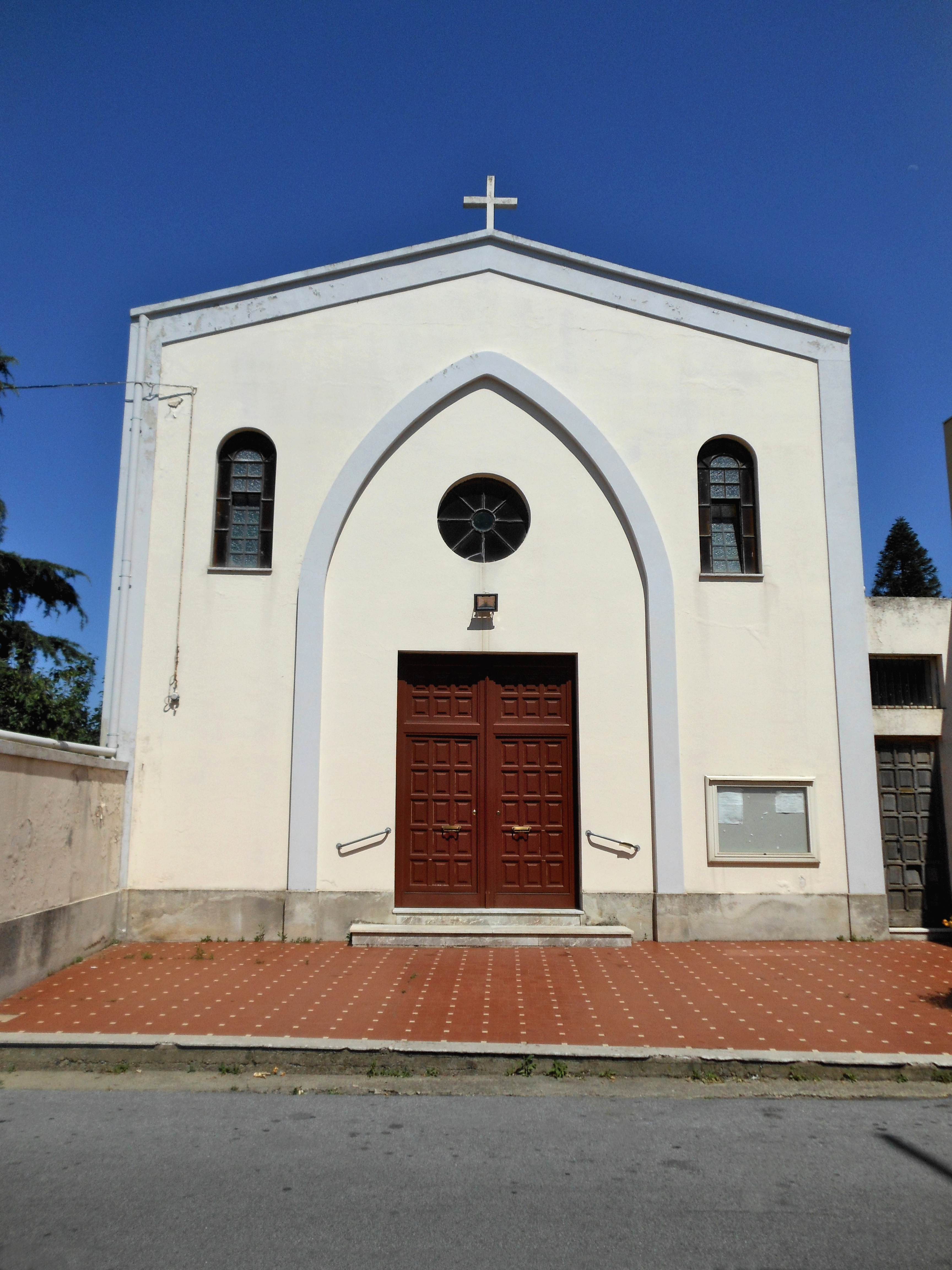
La chiesa di San Giuseppe

### Chiesa di San Giuseppe
Fu costruita nella seconda metà del novecento lungo via XXI ottobre, nel popoloso quartiere di Crocieri.

### Chiesa di San Cristoforo
La chiesa di San Cristoforo fu un edificio raccolto di cui rimangono solo le mura perimetrali lungo la via San Vito. Si trova in prossimità dell’antico guado dei torrenti Bagheria e Niceto che veniva utilizzato nell’itinerario tra Palermo e Messina prima della costruzione, nel XVIII secolo, della strada marina (attuale Strada Statale 113). Per questo motivo i viaggiatori si fermavano in preghiera nella chiesetta torrese per affidarsi alla protezione del Santo traghettatore.
L'epoca di edificazione è incerta, probabilmente di origini bizantine. Notizie certe della sua esistenza e funzionalità si hanno unicamente dal XIX secolo, citata in un atto notarile del 1843 e riportata in alcune mappe di inizio novecento.

## Chiese demolite

### Chiesa di Maria Santissima della Pietà
Fu edificata nella seconda metà del Seicento nel centro storico torrese. Nell'ottocento divenne il fulcro della questione religiosa torrese e fu intitolata a San Paolino. L'edificio, in stato di abbandono, venne demolito alla metà del novecento. 

### Chiesa di Santa Maria Maddalena
La Chiesa sorgeva nella omonima contrada torrese lungo l'antica via Maddalena e ne rimane soltanto una piccola porzione di muro perimetrale. L'edificio di culto e il complesso agricolo che la circondava furono attivi già sul finire del XVI secolo poiché a partire dal 1584 sono documentati scambi commerciali di bestiame e tessuti in occasione della festività di Maria Maddalena. La chiesa, la cui funzionalità è accertata fino ad almeno il 1834, fu abbattuta intorno alla metà del XX secolo durante i lavori di costruzione della strada provinciale n. 59, mentre è ignota la causa della scomparsa delle strutture agricole.

### Chiesa trecentesca
Lungo vico Trieste, incorporati in un edificio settecentesco in rovina, vi erano tracce di una chiesa del XIV secolo di cui è ignoto il titolare. Secondo le ipotesi degli storici potrebbe trattarsi dell'antico tempio religioso dedicato a Santa Maria della Scala.